# خورخي نيفيس
خورخي نيفيس (بالإسبانية: Jorge Nieves)‏ هو لاعب كرة قدم وحكم كرة قدم أوروغواياني، ولد في 23 مايو 1952.

## وصلات خارجية
- خورخي نيفيس على موقع Soccerway.com (الإنجليزية)